# Pirttisaari (ö i Mellersta Österbotten)
Pirttisaari är en före detta ö i Finland. Den ligger i kommunen Toholampi i den ekonomiska regionen  Kaustby ekonomiska region  och landskapet Mellersta Österbotten, i den centrala delen av landet, 400 km norr om huvudstaden Helsingfors. Pirttisaari låg i sjön Viitajärvi, men nu på land, öster om sjön.

## Klimat
Trakten ingår i den boreala klimatzonen. Årsmedeltemperaturen i trakten är 0 °C. Den varmaste månaden är juli, då medeltemperaturen är 15 °C, och den kallaste är januari, med −14 °C.